# Carlos Marques (futbolista argentino)
Carlos José Marques Semeao (Buenos Aires, Argentina, 23 de febrero de 1993) es un futbolista argentino. Juega de arquero y su actual equipo es el Nueva Chicago de la Primera B Nacional, segunda división del fútbol argentino.

## Trayectoria
A los 12 años llegó al Club Atlético Boca Juniors, donde logró varios títulos juveniles, tanto a nivel nacional, como internacional, con distintos reconocimientos personales. Allí hizo todas las divisiones inferiores aunque nunca logró debutar en el equipo Profesional.
Fue convocado de sparring para la selección mayor, y pre-convocado para la Selección Sub-20 de Argentina para el Campeonato Sudamericano de 2013, aunque finalmente no formó parte de dicho plantel.
Fue el arquero del Equipo Reserva de Boca Juniors durante el año 2015. A inicios de 2016 acuerda su rescisión de contrato analizando otras propuestas. Por ello, debió analizar la posibilidad de jugar en otro equipo y de esta manera seguir su carrera y tener más continuidad.
En enero de 2016, siendo dueño de su pase, firmó a préstamo con opción de compra con el Club Atlético Nueva Chicago de la Primera B Nacional, segunda división del fútbol argentino. Su primera citación fue en la tercera fecha frente a Atlético Paraná donde formó parte del banco de suplentes. Previo a eso había tenido una gran actuación en la primera fecha del Torneo de Reserva frente a Los Andes. Sufrió una fractura en su mano derecha en un partido de reserva frente a Deportivo Español, que lo mantuvo fuera de las canchas por varios meses. Su recuperación fue exitosa y estuvo a disposición para la temporada 2016/17. En dicho club logra debutar profesionalmente, jugando así sus primeros minutos en primera división. Con un mercado cerrado y en busca de continuidad, en este inicio de 2018 aceptó la propuesta de Jorge Newbery de Venado Tuerto, club en el que se desempeña con buenas actuaciones domingo a domingo.

## Vida privada
Carlos José Marques Semeao se ha declarado abiertamente de fe cristiana, actitud que demuestra en sus declaraciones, estudió inglés en el Laboratorio de idiomas en la Universidad de Buenos Aires.

## Clubes
| Club                      | País      | Año         |
| ------------------------- | --------- | ----------- |
| Boca Juniors              | Argentina | 2012 - 2015 |
| Nueva Chicago             | Argentina | 2016 - 2017 |
| C.A. Jorge Newbery (V.T.) | Argentina | 2018-2019   |
| Racing de Teodelina       | Argentina | 2020        |
| CADU                      | Argentina | 2021        |